# Sonic Adventure 2
Sonic Adventure 2 (jap. ソニックアドベンチャー2 Sonikku Adobenchā Tsū) – platformowa gra konsolowa, należąca do serii Sonic the Hedgehog firmy Sega, kontynuacja Sonic Adventure. Gra została wydana w czerwcu 2001 roku w celu uczczenia dziesiątych urodzin głównego bohatera gry – legendarnego, niebieskiego jeża Sonica. W grze zadebiutowały dwie nowe postaci: nietoperzyca Rouge i czarny jeż Shadow.

## Produkcja i wydanie
Gra została wydana w czerwcu 2001 roku jednocześnie w Japonii, Europie oraz Stanach Zjednoczonych w celu uczczenia dziesiątych urodzin głównego bohatera gry – legendarnego, niebieskiego jeża Sonica.
W grze zadebiutowały dwie nowe postaci: nietoperzyca Rouge i czarny jeż Shadow. Pozycja jest jedną z niewielu, w której istnieje możliwość wcielenia się w antagonistę serii – Doktora Eggmana (pozostałymi są Sonic Drift, Sonic R i Sonic Riders).
Głównym producentem jest Yuji Naka, ówczesny szef Sonic Team, a oprawą muzyczną zajął się Jun Senoue, który także jest autorem muzyki do poprzedniej części gry. Największy wkład w projekt miała 12-osobowa grupa Sonic Team USA, wydzielona z głównego zespołu Sonica, która na początku 1999 przeniosła się do San Francisco w celu dopracowania na miejscu gry Sonic Adventure i wydania jej w wersji Sonic Adventure: International. Po wydaniu wersji International (9 września w USA) grupa pozostała w San Francisco i rozpoczęła prace nad swoim pierwszym niezależnym projektem, Sonic Adventure 2.
Dzięki wysiłkom Sonic Team USA, gra, jako jedna z nielicznych w serii, ukazała się wcześniej w Stanach Zjednoczonych niż w Japonii, a premiera europejska odbyła się równolegle z japońską. W Japonii dostępna była edycja kolekcjonerska Sonic Birthday Pack, która oprócz samej gry zawierała złotą płytę z muzyką (począwszy od Sonic 1 aż po Sonic Adventure 2), złotą monetę z podobizną niebieskiego jeża oraz małą książeczkę opisującą historię głównego bohatera.

## Fabuła
W grze są do wyboru dwie strony/drużyny: Hero (bohaterska) i Dark (mroczna). W zależności od wybranej strony odkrywana fabuła zmienia się i poznajemy wydarzenia od różnych stron. Po ukończeniu obu scenariuszy dostajemy trzecią i ostatnią historię, Ostatnia historia, będącą tak naprawdę kontynuacją części mrocznej, gdyż bohaterska kończy się szczęśliwie. Gracz przemierza po kolei poziomy, posiadające różne cele i style rozgrywki, pomiędzy którymi prezentowane są wstawki filmowe posuwające akcję fabuły w przód.

### Bohaterska strona (Hero)
Sonic, niebieski jeż posiadający niezwykłą szybkość, zostaje wmieszany w kradzież szmaragdu chaosu z miejskiego banku, z którego to powodu zostaje ujęty i aresztowany przez Guardian Unit of Nations (w skrócie GUN, Strażnicza Jednostka Narodów). Podczas przelotu helikopterem nad miastem Sonic uwalnia się z kajdan, odrywa fragment helikoptera w celu użycia go jako deski snowboardowej i zeskakuje z ogromnej wysokości na ulice miasta. Po ucieczce przed policyjnym pościgiem i pokonaniu oddziału wojska, dochodzi do konfrontacji Sonica z Shadowem, prawdziwym złodziejem szmaragdu. Shadow używa mocy szmaragdu w celu zastosowania Kontroli Chaosu (ang. Chaos Control) i ucieczki przed niebieskim jeżem. Sonic zostaje ponownie złapany i umieszczony w odizolowanym wojskowym więzieniu na Więziennej Wyspie (ang. Prison Island).
W międzyczasie Knuckles ma problem z Głównym Szmaragdem, gdyż tajemnicza Rouge próbuje go ukraść. Doktor Eggman, szalony naukowiec marzący o dominacji nad światem, wykorzystuje kłótnie pomiędzy postaciami i kradnie go. Knuckles orientuje się w porę i niszczy szmaragd, rozbijając go na drobne kawałeczki. W tej sytuacji zmuszony jest wyruszyć w podróż dla zebrania wszystkich małych kawałków szmaragdu.
W tym czasie do więzienia na wyspie dostaje się Tails, najlepszy przyjaciel Sonica. Uwalnia go z celi i ratuje Amy Rose przed Eggmanem. Tails wierzy w niewinność Sonica i razem postanawiają odnaleźć prawdziwego sprawcę kradzieży. Sonic odnajduje Shadowa na pobliskiej wyspie, dochodzi do ich potyczki, lecz są zmuszeni ją przerwać, gdyż Eggman informuje ich, iż wyspa wkrótce wybuchnie.
Niedługo potem bohaterowie są świadkami jak Eggman korzystając ze swojej potężnej broni, Armaty Zaćmienia (ang. Eclipse Cannon), niszczy połowę księżyca i szantażuje ludzkość zniszczeniem Ziemi. Wiedzą, że Eggmanowi brakuje tylko siódmego Szmaragdu Chaosu, aby zniszczyć ich planetę, dlatego razem wyruszają w stronę ARKI, opuszczonej stacji kosmicznej, aby zniszczyć broń przed jej użyciem.

### Mroczna strona (Dark)
Doktor Eggman dowiaduje się o ściśle tajnej militarnej broni ukrywanej przez GUN i stworzonej przez jego dziadka, Geralda Robotnika, o tajemniczej nazwie „Projekt Shadow”. Włamuje się na Więzienną Wyspę w poszukiwaniu strzeżonej broni, niszcząc wszystko co napotka na swojej drodze. Po długich poszukiwaniach odnajduje to, czego szukał.
Aktywując strzeżoną komorę, odkrywa czym jest „Projekt Shadow” – czarny jeż o niezwykłej szybkości i sprawności, bardzo przypominający jego odwiecznego wroga, Sonica. Shadow przedstawia siebie jako najpotężniejszą z istot i obiecuje spełnić jedno życzenie doktora w zamian za wypuszczenie go na wolność.
Następnie zaprasza Eggmana na opuszczoną Kolonię Kosmiczną, ARKĘ (ang. Space Colony ARK), gdzie prezentuje mu potężną broń o nazwie Armata Zaćmienia, która jest w stanie zniszczyć całą planetę. Shadow i Eggman uzgadniają plan, aby zdobyć wszystkie 7 Szmaragdów Chaosu w celu zasilenia broni aby następnie zawładnąć Ziemią dzięki groźbie zniszczenia całej planety. Tajemnicza złodziejka Nietoperzyca Rouge postanawia pomóc złowrogiej dwójce, choć jej motywy nie są znane.
Dzięki współpracy całej trójki udaje im się zdobyć wszystkie 7 szmaragdów, choć przez cały czas mają na uwadze działania Sonica, który próbuje ich powstrzymać. Wcześniej jednak Eggman wywołuje panikę na Ziemi używając cząstki mocy Armaty Zaćmienia w celu zniszczenia fragmentu Księżyca i pokazaniu niszczycielskiej mocy działa. Sonic nie pozostaje obojętny i dostaje się na opuszczoną kolonię, jednak robi to za późno, gdyż Eggman już jest w posiadaniu mocy pozwalającej zasilić broń.

### Ostatnia historia
Po zebraniu wszystkich szmaragdów, Eggman przygotowuje się do uruchomienia Armaty Zaćmienia. Jednak ku zaskoczeniu doktora, zamiast wystrzelić broń wyświetla komunikat ostrzegawczy – okazuje się, iż Shadow oszukał doktora w celu urzeczywistnienia ostatniej próby zemszczenia się Geralda Robotnika na świecie za zamordowanie jego wnuczki, Marii Robotnik. Stacja kosmiczna zmienia swoje położenie i zaczyna kierować się w stronę Ziemi. Kolizja stacji kosmicznej z Ziemią oznacza całkowite zniszczenie planety.
Odkładając na bok wrogość i kłótnie, wszyscy (oprócz Shadowa) postanawiają połączyć siły i zapobiec tragedii. Układają plan: należy dotrzeć do samego środka stacji kosmicznej i wyłączyć ją ręcznie. Dzięki wiedzy Eggmana na temat budowy stacji, wiedzą gdzie dokładnie muszą dotrzeć i co należy zrobić. Jednak najważniejsze kroki wykonuje Amy Rose, która, prosząc Shadowa o zaprzestanie zemsty na Ziemi, przypomina jeżowi o ostatnich słowach jakie wypowiedziała Maria przed jej śmiercią i obietnicę jaką jej złożył: aby przynieść szczęście i nadzieję dla całej ludzkości.
Shadow postanawia pomóc Sonicowi, walcząc z napotkanym przez bohaterów tajemniczym stworzeniem – Biojaszczurem (ang. Biolizard), eksperymentem profesora Geralda powstałym z prób stworzenia najpotężniejszej istoty. Niestety, Biojaszczur korzystając z mocy szmaragdów łączy się ze stacją zmieniając się w swoją potężniejszą formę – The Finalhazard (pol. Ostateczne zagrożenie), w celu przyspieszenia kolizji stacji z Ziemią. Sonic i Shadow korzystając ze szmaragdów umieszczonych w systemie zasilającym działo przemieniają się w swoje super-formy, Super Shadowa i Super Sonica. Walczą z Biojaszczurem w kosmosie i pokonują go przed uderzeniem stacji w planetę.
Następnie łącząc siły wykonują potężną Kontrolę Chaosu aby zatrzymać stację kosmiczną i przenieść ją na bezpieczną odległość. Shadowowi nie udaje się wrócić do bohaterów. Po wykonaniu obietnicy złożonej Marii pozwala swojemu ciału spaść na Ziemię w kierunku pewnej śmierci i znika w błysku światła. Bohaterowie przyjmując z wielką ulgą ocalenie są jednakże zasmuceni zniknięciem Shadowa. Również Eggman wydaje się być przejęty tym, co się stało, gdyż postanawia odłożyć, na jakiś czas, swoje plany stworzenia Imperium Eggmana.

### Inne wątki fabularne

#### Projekt Shadow
W oficjalnym japońskim Przewodniku strategicznym dla Sonic Adventure 2, Sega zamieściła, jak zwykle, wiele ciekawych informacji i wątków fabularnych. Można dowiedzieć się z nich, iż Rouge jest podwójnym agentem pracującym dla rządu w Sonic Adventure 2 i trochę więcej o tajemniczych początkach Shadowa.
W napisanym własnoręcznie raporcie Rouge informuje o odnalezionym przez siebie liście ówczesnego prezydenta do Geralda Robotnika, w którym wystosował prośbę dotyczącą rozpoczęcia prac nad marzeniem każdego człowieka – nieśmiertelnością. Początkowo Robotnik odmawia twierdząc, iż jest to zabawa w Boga. Z dalszej części raportu Rouge okazuje się, że profesor ostatecznie podejmuje badania nad nieśmiertelnością, poruszony wieścią o nieuleczalnej chorobie NIDS jego wnuczki, Marii Robotnik. Brak leku spowodował, że Gerald dołącza do projektu mając nadzieję na uratowanie w ten sposób życia wnuczki.
Projekt Shadow narodził się na Kolonii Kosmicznej ARCE, to właśnie tam rozpoczęto badania nad gadami i ich zdolnościami regeneracyjnymi. Aplikowanie mocy Szmaragdu Chaosu obiektom doświadczalnym szybko stało się zbyt ryzykowne, a same badania wymykały się spod kontroli. W niewiadomy sposób informacja o wypadku na stacji kosmicznej, w którym uczestniczyła zmutowana jaszczurka, Biojaszczur (prototyp Ostatecznej Formy Życia), przeciekła do władz G.U.N. Podejmując wszelkie środki ostrożności i wykorzystując zaistniałą sytuację G.U.N. postanowiła wymazać wszystkie informacje oraz wyniki zamykając w ten sposób definitywne Projekt Shadow.
W wyniku błędu G.U.N. nie zdążył zrealizować swoich planów. Kiedy żołnierze G.U.N. dotarli na kolonię kosmiczną, profesor właśnie kończył pracę nad dopracowaną wersją Ostatecznej Formy Życia, którą okazał się być jeż nazwany na cześć projektu „Shadowem”. Gerald, Maria i Shadow postanowili uciec z ARKI, aby uniknąć schwytania tego ostatniego przez wojsko. Gdy Maria miała właśnie wysłać Shadowa na Ziemię zostaje ona śmiertelnie postrzelona przez jednego z żołnierzy, udaje się jej jednak wystrzelić kapsułę z jeżem, który obserwuje śmierć swojej przyjaciółki.

#### Maria Robotnik
Maria jest wnuczką profesora Geralda i jedyną bliską osobą z jego rodziny (nie wiadomo, czy wówczas Eggman, który również był wnukiem Geralda, już żył). Jako że nie udało mu się odnaleźć lekarstwa na jej chorobę (NIDS) i to przez niego znalazła się na ARCE, gdzie została śmiertelnie postrzelona, profesor obwiniał się za jej śmierć i popadł w szaleństwo, a później z jej powodu stworzył plan zemsty nad światem.
Dziewczyna również wpłynęła na Shadowa, którego poprosiła o przyniesienie dobra i pokoju całej ludzkości. Mimo iż na początku (po uwolnieniu go przez Eggmana) nie pamiętał jej słów i również chciał się zemścić z powodu jej śmierci, później przypomniał je sobie i drastycznie zmienił swoje plany. Wiadome więc jest, iż Gerald i Shadow byli głęboko do niej przywiązani.